# Adriaan Biemans
Adriaan „Aad“ Biemans (* 14. Januar 1939 in Ulvenhout) ist ein ehemaliger niederländischer Radrennfahrer.

## Sportliche Laufbahn
Biemans war im Straßenradsport aktiv. 1961 und 1962 startete er als Unabhängiger und ab 1963 als Berufsfahrer. 1960 fuhr er mit der Nationalmannschaft die Polen-Rundfahrt (23. Gesamtrang) und gewann das Eintagesrennen Rund um Sebnitz in der DDR. 1961 wurde er Dritter im Omloop der Kempen. 1961 bestritt er die Internationale Friedensfahrt. Er beendete das Etappenrennen nicht. Von 1961 bis 1965 startete er als Unabhängiger und Berufsfahrer.